# Польский театр (Познань)
«Польский театр в Познани» (пол. Teatr Polski w Poznaniu, Театр Польски) — драматический театр в Познани.
Польский театр возник в 1875 году, когда Познань входила в состав Германской империи и в Городском театре были запрещены спектакли на польском языке. Фонд для строительства Польского театра с 1871 года формировался из средств, собранных среди польского населения города, первый камень был заложен в апреле 1873 года. 21 июня 1875 года состоялось символическое открытие театра, когда публике был представлен спектакль, сыгранный любителями, а 25 сентября постоянная профессиональная труппа сыграла на этой сцене свою первую премьеру. Сегодня театр располагает тремя сценами, действует также актёрская студия, обучающая молодёжь.

## Известные актёры театра
| - Балицкая, Данута - Барчевская, Антонина - Бельская, Ольга - Бенуа, Людвик - Бродневич, Франтишек - Брусикевич, Казимеж - Бялощиньский, Тадеуш - Буякевич, Катажина - Вардейн, Здзислав - Венцкевич, Роберт - Вихняж, Казимеж - Воллейко, Чеслав - Высоцкая, Станислава - Грудзинский, Михал - Грынь, Виргилиуш - Дзвонковский, Александер - Домбровский, Бронислав - Зеевский, Януш - Зинтель, Зыгмунт - Каревич, Эмиль - Корэйво, Зофья - Коссобудзкая, Рената |  | - Кузьняр, Здзислав - Лапиньский, Станислав - Лодыньский, Юзеф - Ломбардо, Мирослава - Людвижанка, Барбара - Малынич, Зофья - Малянович, Зыгмунт - Махалица, Хенрик - Маховский, Игнацы - Мацеевский, Зыгмунт - Нойманн, Ванда - Пешек, Ян - Раевский, Войцех - Сенкевич, Кристина - Скаржанка, Ханна - Сыкала, Роман - Фабисяк, Казимеж - Ханушкевич, Адам - Ханьча, Владислав - Щепковский, Анджей - Щитко, Анджей - Яворский, Станислав |